# Coral de la vida
El coral de la vida es una metáfora o un modelo matemático útil para ilustrar la evolución de la vida o filogenia en varios niveles de resolución, incluidos organismos individuales, poblaciones, especies y grandes grupos taxonómicos. Su uso en biología resuelve varias dificultades prácticas y conceptuales asociadas al árbol de la vida. 

## Historia del concepto

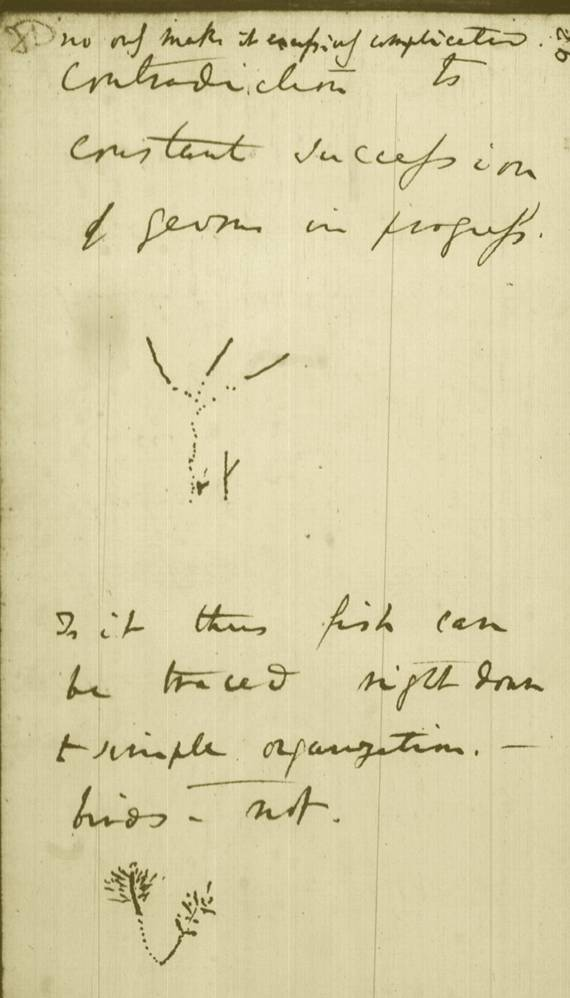
Diagramas de coral de Darwin de su Cuaderno B

En el contexto biológico, el "coral de la vida" como metáfora es casi tan antiguo como el "árbol de la vida". Después de regresar de su viaje alrededor del mundo, Darwin sugirió en sus cuadernos que:

El árbol de la vida tal vez debería llamarse coral de la vida, base de ramas muertas; para que los pasajes no se vean
Charles Darwin

 con obvia referencia a los corales ramificados cuyas colonias muertas pueden formar depósitos muy gruesos en el océano (que representan la vida pasada) con animales vivos que se encuentran solo en la parte superior (vida reciente). Este comentario fue ilustrado por dos diagramas simples, las primeras metáforas coralinas de la evolución jamás dibujadas en la historia de la biología. Sin embargo, Darwin más tarde abandonó su idea, y en El origen de las especies se refirió al árbol de la vida como el medio más apropiado para resumir las afinidades de los organismos vivos, probablemente gracias a las connotaciones obvias de esta metáfora con la religión, el arte antiguo y popular y la mitología. 
Los primeros pensamientos de Darwin fueron redescubiertos por varios autores más de un siglo después, esquemas gráficos como heurísticas simples fueron dibujadas nuevamente a principios de este siglo, y los corales fueron elevados al nivel de objetos matemáticamente definidos incluso más recientemente.

## Ventajas de los corales como metáforas de la filogenia
Los árboles botánicos y (muchos) corales comparten solo una propiedad fundamental, a saber, la ramificación, lo que los hace adecuados para ilustrar la divergencia evolutiva. Con respecto a otras características, los corales son superiores a los árboles como metáforas de la filogenia porque:
- Solo las secciones superiores de un coral están vivas, mientras que todas las partes de un árbol, desde sus raíces más delgadas hasta las hojas superiores, están vivas;
- El coral comienza su desarrollo a partir de una pequeña colonia inicial, crece hacia arriba y se ramifica más tarde, mientras que un árbol crece desde la semilla en dos direcciones opuestas, produciendo raíces y la copa que pueden ser igualmente grandes y de forma similarmente compleja;
- El diámetro de un árbol disminuye continuamente desde el tronco hasta las ramitas, una propiedad sin implicaciones filogenéticas, mientras que los corales pueden ser incluso más anchos arriba que abajo, simbolizando mejor el cambio temporal de la riqueza taxonómica o el tamaño de la población;
- Normalmente, las ramas de los árboles nunca se fusionan, mientras que las ramas de coral pueden presentar anastomosis, lo que representa eventos evolutivos horizontales.

## Ventajas de los corales como modelos matemáticos de filogenia

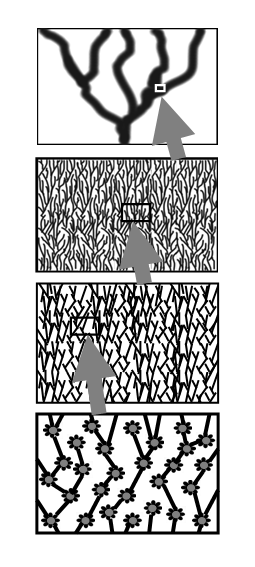
Alejándose de una red/árbol de individuos a un diagrama de coral en 4 pasos.

Los árboles como construcciones teóricas de grafos se componen de vértices (nodos) que representan entidades biológicas y bordes de conexión (vínculos) correspondientes a relaciones entre entidades. Al ser un caso especial de diagramas de silueta ramificada, los corales también pueden definirse matemáticamente; estas son formas geométricas incrustadas en un espacio bidimensional o tridimensional con el tiempo como un eje y alguna otra propiedad significativa, como la riqueza de taxones, como el otro (uno o dos). En cuanto a su aplicabilidad para representar filogenias, los corales y los árboles se comparan de la siguiente manera: 

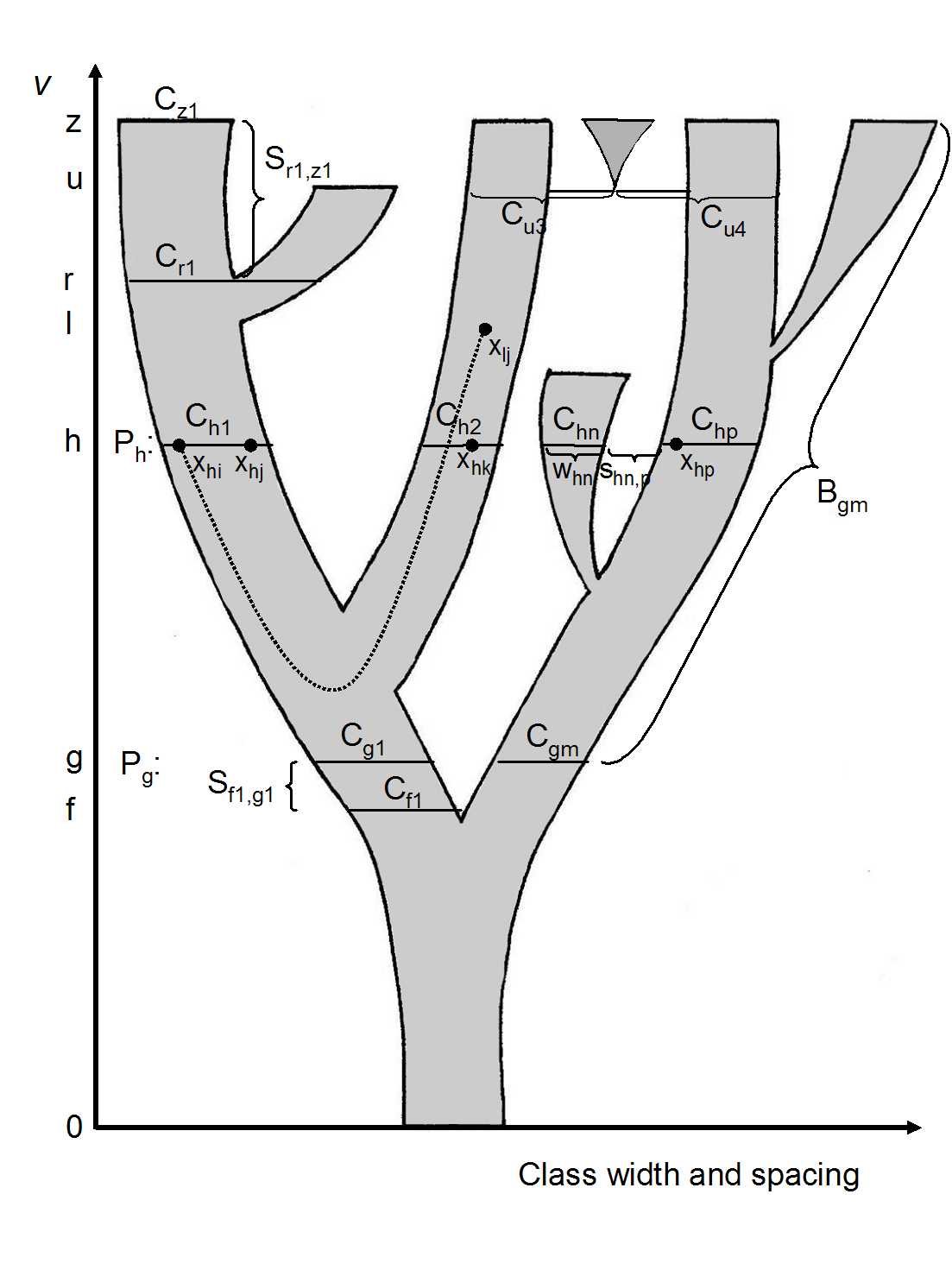
Definición de diferentes partes de un coral. El eje vertical es el tiempo, el eje horizontal puede ser la riqueza, la diversidad morfológica, alguna otra medida de población o incluso escalada arbitrariamente. Cada punto x del diagrama corresponde a un individuo, una población o un taxón. En el momento h, hay una división de equivalencia de puntos en clases C. Una clase Cg1 es el ancestro de toda la rama por encima de ella, Cr1 es la clase ancestro común más cercana de dos segmentos. Un segmento S está definido por dos clases de modo que no hay ramificaciones entre ellas. En la parte superior en el medio se visualiza un evento horizontal, como la hibridación entre miembros de diferentes clases, que conduce a un nuevo segmento y por lo tanto a un coral abanico.

- Los árboles son herramientas de matemáticas discretas y, por lo tanto, son inapropiados para demostrar el continuo evolutivo, mientras que los corales como formas geométricas pueden muy bien servir para este propósito;
- Los árboles, por definición, no pueden tener ciclos y, contrariamente a las redes, son inadecuados para reflejar eventos horizontales, como la hibridación o la endosimbiosis, mientras que los corales abanicos permiten enlaces entre ramas;
- Los árboles son factibles desde el punto de vista computacional y siguen siendo herramientas fundamentales para revelar relaciones filogenéticas; Los corales se pueden construir a mano basándose en árboles e información adicional de diversas fuentes en sistemática, paleontología, geología, etc.
- Existe una libertad considerable en la visualización gráfica tanto de árboles como de corales, aunque estos últimos pueden involucrar elementos más artísticos y heurísticos.

Cuando los nodos de los árboles y las redes representan a los individuos, de modo que los gráficos demuestran las relaciones entre padres e hijos para las poblaciones asexuales y sexuales, respectivamente, se puede alejar el zum para que los detalles menores (nodos y bordes) del diagrama desaparecen y el gráfico discreto se suaviza en un coral, que a menudo se denomina "árbol", desafortunadamente 

## Visualizando la totalidad de la vida en la tierra
Los corales se pueden dibujar para cualquier grupo taxonómico particular, por ejemplo, "coral de plantas", mientras que el término coral de vida está obviamente asociado con todo el mundo viviente (es decir, vida celular, virus excluidos). Se deduce en parte de la caracterización anterior que un coral es capaz de mostrar muchos aspectos de la historia y la diversidad de la vida simultáneamente en un solo diagrama, proporcionando un resumen de información que es imposible de hacer con árboles. Estos incluyen: 
- componentes cladísticos al ilustrar la divergencia evolutiva, como árboles,
- cronología al representar el tiempo de los eventos evolutivos en la escala lineal,
- paleontología al representar grupos de organismos extintos,
- historia al señalar las principales innovaciones en el área de diagrama,
- autosimilitud al permitir que cualquier parte del diagrama se acerque o aleje,
- continuidad en el tiempo para enfatizar el cambio gradual o el estado estable,
- ramas anastomosantes para demostrar eventos evolutivos horizontales,
- se demuestra la riqueza de especies en cada grupo, que es proporcional al ancho de los segmentos de coral.

El 'coral de la vida'

La figura de la derecha es un primer intento de mostrar un diagrama que muestre todas estas características juntas. El coral de la vida está incrustado en un espacio bidimensional con el tiempo geológico como eje vertical y la diversidad de especies como horizontal. Los tiempos de divergencia, las relaciones de los grupos hermanos y los valores de riqueza de especies se derivaron de diversas fuentes. Las formas de las ramas se dibujan para indicar una diversificación gradual y las extinciones se muestran siempre que haya información disponible sobre valores de riqueza pasados. Los grupos grandes se muestran en diferentes colores. Se anotan los principales acontecimientos de la historia de la vida. La autosimilitud se demuestra al hacer zum en las monocotiledóneas, luego en las orquídeas, los cipripedoides y el género Cypripedium, mediante el cual el coral se transforma en una red (debido a la hibridación común entre las orquídeas). A primera vista, es similar a los romerogramas de uso frecuente en paleontología, pero hay una diferencia notable que requiere una discusión más detallada de la clasificación histórica de la vida.

## El coral y la clasificación de la vida
La última, pero no la menos importante, característica del coral de la vida es que requiere una clasificación válida para la vida pasada y presente vistas juntas. Para ver cómo es posible, podemos volver a referirnos a Darwin, quien advirtió que el sistema de rangos linneanos funciona solo gracias a nuestro conocimiento insuficiente de la vida pasada. Se debe a la ausencia de formas extintas. 
Anteriormente, en El origen de las especies, comentó que los grupos que son claramente separables en la actualidad, basados en muchos caracteres, tienen muchas menos diferencias para sus miembros antiguos, que por lo tanto están más cerca entre sí en el pasado que sus descendientes, en el presente. Es decir, las brechas observadas entre taxones recientes desaparecen paradójicamente cuando volvemos a los antepasados, cuestionando el significado de los rangos linneanos. De forma coherente con esto, Darwin sugirió además que el sistema de clasificación natural 

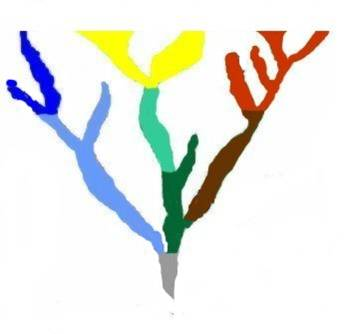
Definición de taxones basados en un coral. La rama roja es monofilética, al igual que las ramas marrón y roja juntas. Los segmentos de color verde oscuro y pálido ejemplifican un evento en ciernes que solo puede ser posible a nivel de especie.

El sistema puede hacerse genealógico si abandonamos el sistema de clasificación y consideramos las ramas de coral como taxones, de manera análoga a los clados derivados de las representaciones arbóreas de la filogenia. Es decir, cada rama del coral es un grupo monofilético cuyos miembros se derivan de la misma clase de equivalencia, de modo que no surgen otras ramas de esa clase. 